# Stipe Miocic
Stipe Miocic (hay Stipe Miočić, /ˈstiːpeɪ miˈoʊtʃɪtʃ/, tiếng Croatia: Miočić, phát âm [stǐːpe mîotʃitɕ]; sinh ngày 19 tháng 08 năm 1982) là vận động viên mixed martial arts (MMA) chuyên nghiệp với sự nghiệp thi đấu hạng cân "heavyweight", đồng thời là lính cứu hỏa, hỗ trợ y tế người Mỹ gốc Croatia. Anh hiện đang ký hợp đồng và thi đấu tại Ultimate Fighting Championship (UFC) và là cựu Nhà vô địch hạng nặng UFC. Tính đến tháng 09 năm 2020, Miocic đã có bảy trận đấu bậc vô địch, hai lần giành đai, bốn lần bảo vệ thành công chức vô địch, giữ kỷ lục bảo vệ đai thành công liên tiếp nhiều nhất trong lịch sử của hạng nặng UFC với ba lần trong thời kỳ đầu tiên của mình. Bên cạnh đó, Miocic còn giữ kỷ lục về giải thưởng, với chín hạng mục thưởng, nhiều nhất trong lịch sử hạng nặng UFC.
Stipe Miocic từng là nhà vô địch quyền anh giải Golden Gloves, đô vật giải NCAA Division I tại Đại học bang Cleveland, nổi bật với phong cách kết hợp giữa khả năng quyền anh chuyên nghiệp xuất chúng và đấu vật cấp độ ưu tú. Nhiều nguồn báo chí, phân tích và đánh giá gọi anh là võ sĩ hạng nặng vĩ đại nhất mọi thời đại. Tính đến ngày 15 tháng 09 năm 2020, anh đứng thứ ba trong Bảng xếp hạng Ultimate Fighting Championship toàn diện (pound for pound).

## Thời thơ ấu

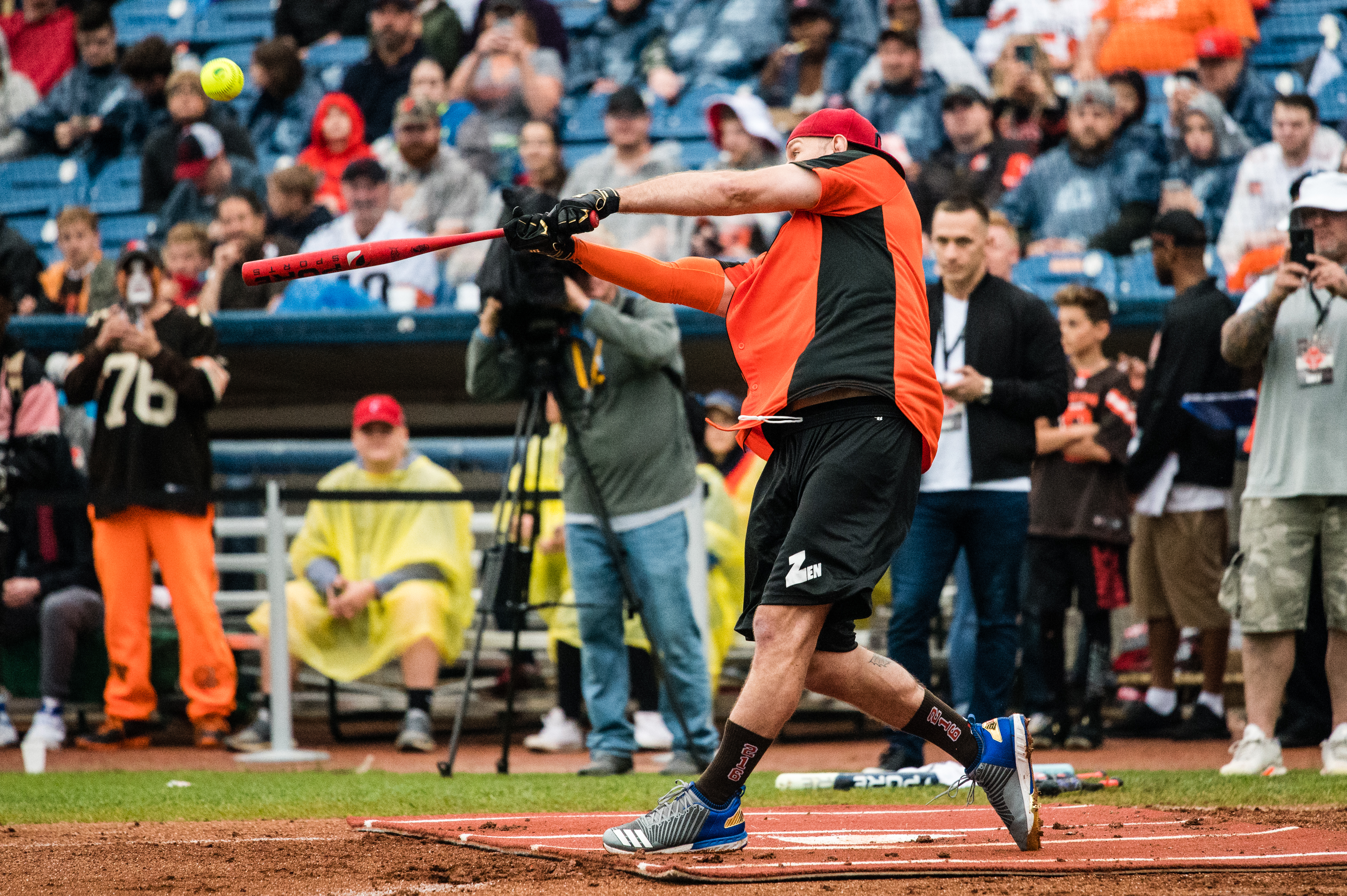
Miocic chơi bóng chày, môn thể thao ưa thích.

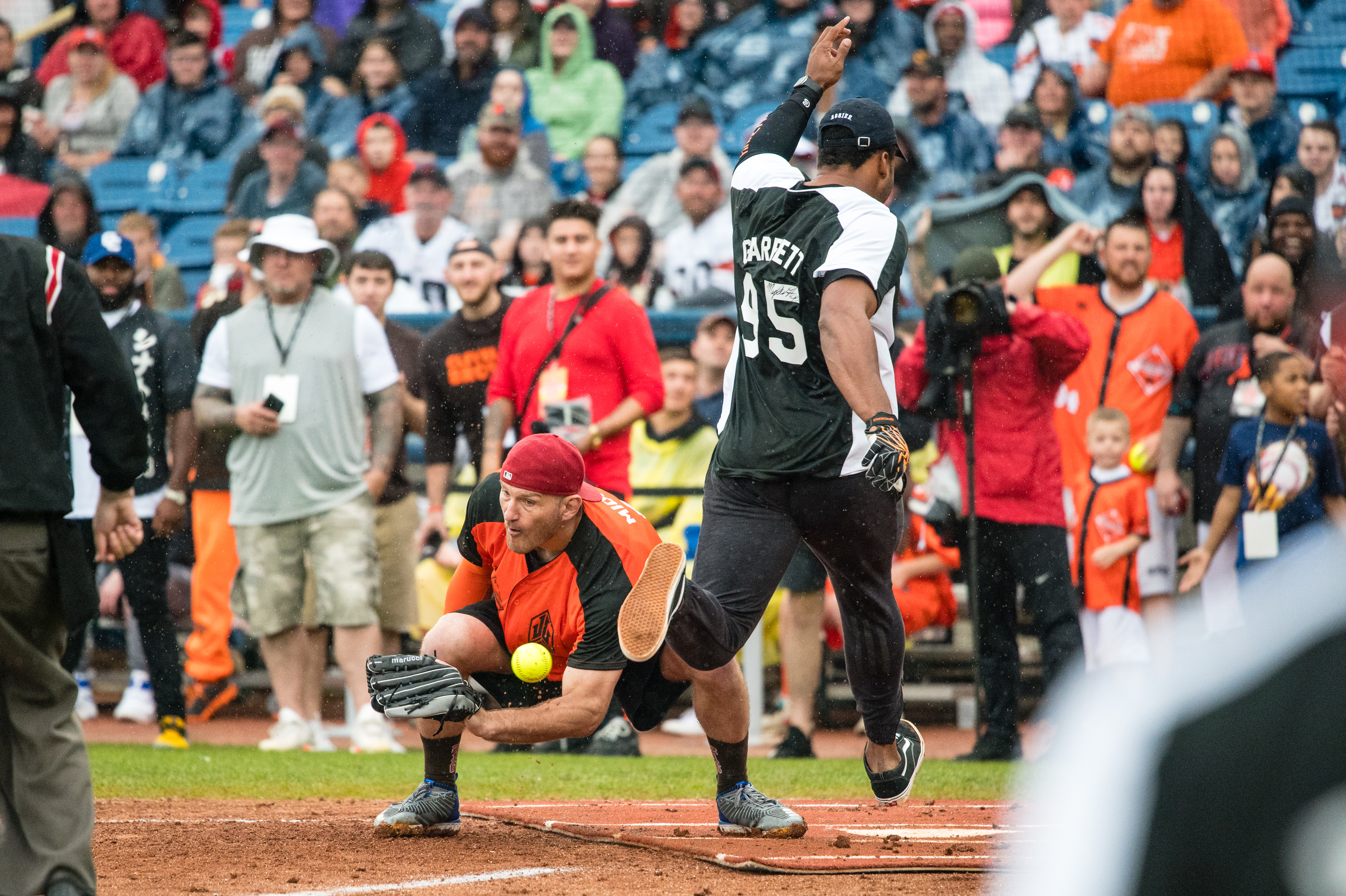
Miocic và Myles Garrett năm 2019.

Cái tên Stipe của Miocic là tên rút gọn của từ Stjepan trong tiếng Croatia, tương ứng và tương tự với Steve và Stephen. Anh sinh ra và lớn lên ở Euclid, Ohio vào ngày 19 tháng 08 năm 1982, là con trai của gia đình nhập cư người Croatia, mẹ Kathy và bố là Bojan Miocic. Cha anh đến từ Rtina, Karlovac, mẹ anh đến từ Cetingrad, Dalmatia, Croatia. Cha mẹ anh chia tay khi anh vẫn còn là một đứa trẻ và anh tiếp tục sống với mẹ, ban đầu với ông bà, và sau đó sống với cha dượng và em trai cùng mẹ khác cha Jonathan.
Từ khi còn nhỏ, mẹ anh đã khuyến khích anh tham gia thể thao. Miocic chơi bóng chày, bóng bầu dục và đấu vật khi học tại trường Trung học Eastlake North. Anh nhận được sự quan tâm từ các đội bóng chày của Liên đoàn bóng chày trong những năm học đại học tại Đại học bang Cleveland và Đại học Trevecca Nazarene. Anh cũng chơi bóng chày Division II tại Coker College vào năm thứ ba đại học.
Tại Trevecca, Miocic là một sinh viên được yêu thích, theo học chuyên ngành giao tiếp. Là một thành viên của đội bóng chày dưới huấn luyện viên Jeff Forehand, anh ấy nỗ lực thi đấu trong năm cuối cấp, giúp đội Trojan giành chức vô địch giải đấu và mùa giải thường xuyên của TranSouth Athletic Conference 2005, giành giải ở các tiểu bang Đông Nam Hoa Kỳ. Với những kỹ năng, quyết tâm thể hiện thời thanh thiếu niên, các đồng đội bóng chày của anh về sau không ngạc nhiên trước thành công của anh ở MMA. Anh tốt nghiệp Đại học Trevecca Nazarene, theo học Marketing và giao tiếp tại CSU.

## Sự nghiệp MMA

### Thời kỳ đầu
Trong những ngày còn học tập, vào năm 2005, anh được mời tập luyện và phối hợp bộ môn đấu vật với Dan Bobish tại Trung tâm Huấn luyện MMA Strong Style, ở Independence, Ohio. Miocic vào thời điểm đó đã được huấn luyện nhiều môn thể thao khác nhau như đấu vật, bóng chày, rồi về sau một lần nữa quay trợ lại tập luyện với họ sau khi hoàn thành khóa học y tế tại trường Cao đẳng Cộng đồng Cuyahoga. Ban đầu anh tập MMA, nhưng sau đó chuyển sang quyền Anh. Huấn luyện viên của anh, Marcus Marinelli kể lại rằng mặc dù anh chỉ tập luyện trong vài tháng, nhưng đã đánh bại những võ sĩ có kinh nghiệm lâu năm hơn nhiều. Chỉ sau tám tháng tập luyện với nền tảng là nhà vô địch quyền anh Cleveland Golden Gloves (lọt vào tứ kết giải quốc gia) và đô vật NCAA Division I tại Cleveland, Miocic bắt đầu sự nghiệp MMA của mình và liên tiếp giành chiến thắng sáu trận đầu tiên bằng loại trực tiếp NAAFS. Ban đầu, anh thi đấu tại NAAFS (giải MMA có trụ sở tại Ohio), nơi anh giành được đai vô địch hạng nặng NAAFS.

### Ultimate Fighting Championship
Vào ngày 14 tháng 06 năm 2011, Miocic đã ký kết hợp động thi đấu tại Ultimate Fighting Championship – thể chế MMA lớn nhất hành tinh. Miocic có trận ra mắt UFC trước Joey Beltran vào ngày 08 tháng 10 năm 2011, tại UFC 136 và giành chiến thắng trong trận đấu thông qua unanimous (29 – 28, 30 – 27, và 29 – 28).
Miocic đối đầu với Phil De Fries vào ngày 15 tháng 02 năm 2012, tại UFC trên Fuel TV: Sanchez vs Ellenberger. Miocic đã thắng trận đấu qua KO ở hiệp đầu tiên, và trong quá trình này, Miocic đã giành được hạng mục thưởng Knockout of the Night.
Miocic đối đầu với võ sĩ mới Shane del Rosario vào ngày 26 tháng 05 năm 2012, tại UFC 146. Anh đã thắng bằng TKO ở hiệp thứ hai. Miocic đối mặt với Stefan Struve vào ngày 29 tháng 09 năm 2012, tại UFC trên Fuel TV 5. Anh ấy đã thua trận qua TKO ở hiệp thứ hai, đây cũng là trận thua đầu tiên trong sự nghiệp của Miocic. Trận này đã giành được danh hiệu Fight of the Night cho cả hai võ sĩ.
Miocic đã được lên kế hoạch đối đầu với võ sĩ già dặn Soa Palelei vào ngày 15 tháng 06 năm 2013, tại UFC 161. Tuy nhiên, Palalei gặp chấn thương trong trận đấu trước đó, do vậy, Miocic được xếp đối đầu với Roy Nelson. Miocic đã đánh bại Nelson thông qua quyết định unanimous (30 – 27, 30 – 27 và 30 – 27). Miocic đối mặt với Gabriel Gonzaga vào ngày 25 tháng 01 năm 2014, tại UFC trên Fox 10. Anh đã thắng trận đấu thông qua quyết định unanimous (30–27, 30–27, và 29–28).
Miocic dự kiến sẽ đối đầu với Junior dos Santos vào ngày 24 tháng 05 năm 2014, tại UFC 173. Tuy nhiên, trận đấu đã bị thay đổi một chút và dự kiến sẽ diễn ra một tuần sau đó vào ngày 31 tháng 05 năm 2014, tại The Ultimate Fighter Brazil 3 Finale. Vào ngày 05 tháng 05 năm 2014, Dos Santos rút lui khỏi trận đấu với lý do chấn thương tay và được thay thế bởi Fábio Maldonado. Miocic đã thắng TKO nhờ những cú đấm ở hiệp đầu tiên và cũng nhận được hạng mục thưởng Knockout of the Night.
Trận đấu được lên lịch lại với Dos Santos của Miocic cuối cùng đã diễn ra tại UFC on Fox 13 vào ngày 13 tháng 12 năm 2014. Miocic đã thua trận đấu bởi quyết định unanimous. Trận đấu đã giành được danh hiệu Fight of the Night cho cả hai võ sĩ tham gia.
Miocic đối mặt với Mark Hunt vào ngày 10 tháng 05 năm 2015, tại UFC Fight Night 65. Miocic đã thắng TKO ở hiệp thứ năm. Miocic đã lập kỷ lục UFC về số cú đánh trúng đích nhiều nhất trong một trận đấu và biên độ đòn đánh lớn nhất, vượt xa Hunt 361 – 48 trong suốt thời gian của hiệp đấu.
Miocic dự kiến sẽ đối đầu với Ben Rothwell vào ngày 24 tháng 10 năm 2015, tại UFC Fight Night 76. Tuy nhiên, Miocic đã rút khỏi trận này vào ngày 13 tháng 10 với lý do chấn thương. Sau đó, Rothwell cũng không tham gia sự kiện này vì không thể sắp xếp được đối thủ phù hợp trong thời gian ngắn. Sau đó, Miocic nhanh chóng được sắp xếp đối mặt với Andrei Arlovski trong trận vào ngày 02 tháng 01 năm 2016, tại UFC 195. Miocic đánh bại Arlovski qua TKO lúc 0:54 ở hiệp đầu tiên. Chiến thắng này cũng mang về cho anh hạng mục thưởng Knockout of the Night thứ hai.
Miocic đã được lên kế hoạch thay thế Cain Velasquez bị thương tham trận đấu với Fabrício Werdum cho đai vô địch hạng nặng UFC vào ngày 06 tháng 02 năm 2015 tại UFC Fight Night 82. Vào ngày 25 tháng 01, một ngày sau thông báo này, Werdum đã rút khỏi dự kiến bởi một vết thương ở lưng.

### Hạng nặng UFC

#### Werdum vs. Miocic
Miocic cuối cùng đã đối mặt với Werdum tại UFC 198 vào ngày 14 tháng 05 năm 2016. Anh đã đánh bại Werdum bằng một cú đấm phản đổi hướng bên phải trong khi cản phá khỏi hàng loạt cú đấm ở hiệp đầu tiên, giành đai vô địch và đánh bại Werdum lần đầu tiên kể từ tháng 06 năm 2011. Anh cũng được trao phần thưởng Performance of the Night.

#### Miocic vs. Overeem
Vào ngày 10 tháng 09 năm 2016, Miocic đã có lần bảo vệ đai đầu tiên tại UFC 203 trước Alistair Overeem. Miocic đã đánh bại Overeem bằng một cú đấm trực diện ngay trong hiẹp một. Cả hai đều được trao danh hiệu Fight of the Night.

#### Miocic vs. Dos Santos II
Miocic đã bảo vệ danh hiệu thứ hai trước Junior dos Santos vào ngày 13 tháng 05 năm 2017, tại UFC 211 trong một trận tái đấu. Dos Santos trước đó đã từng đánh bại Miocic bằng một quyết định unanimous tại UFC trên Fox: dos Santos vs Miocic năm 2014. Tuy nhiên, thời điểm này Miocic đã tham trận chiến đấu mạnh mẽ hơn và sớm chiếm quyền kiểm soát sàn bát giác. Mặc dù thực hiện những cú đá mạnh vào ống chân, Miocic vẫn tung ra những cú đấm mạnh mẽ với độ chính xác vô cùng lớn để đánh gục Dos Santos, sau đó anh tiếp đất và tung đòn đấm để giành chiến thắng TKO ở giữa hiệp đầu tiên. Chiến thắng này cũng mang về cho Miocic giải thưởng Performance of the Night thứ tư.

#### Miocic vs. Ngannou
Miocic đối mặt với Francis Ngannou vào ngày 20 tháng 01 năm 2018, tại UFC 220. Trận đấu được dự đoán là một trong những trận đấu thú vị nhất trong lịch sử UFC, và Miocic công khai cảm thấy không được tôn trọng vì anh chưa bao giờ nhận sự tôn trọng từ UFC như Ngannou. Miocic lần lượt kiểm soát Ngannou trong năm hiệp đấu bằng cách sử dụng đòn bẩy hoặc kiểm soát mặt đất sau khi vật đẩy ngã, giành chiến thắng theo quyết định unanimous và phá kỷ lục bảo vệ đai vô địch hạng nặng liên tiếp với lần bảo vệ thành công thứ ba. Khi được công bố là người chiến thắng, thay vì thông lệ thông thường, anh đã lấy chiếc đai từ Dana White và nhờ huấn luyện viên Marcus Marinelli đeo nó quanh mình. Miocic đã nhận được lời chúc mừng từ cả Tổng thống Kolinda Grabar-Kitarović và Thủ tướng Croatia Andrej Plenković.

#### Miocic vs. Cormier
Ngày 7 tháng 7 năm 2018, trận đấu đặc biệt trong lịch sử Ultimate Fighting Championship đã diễn ra giữa Daniel Cormier – Nhà vô địch Light heavyweight và Miocic – Nhà vô địch Heavyweight là lúc Miocic bảo vệ lần thứ tư danh hiệu của mình, trong sự kiện chính tại UFC 226. Trận đấu giữa nhà vô địch được gọi là trận chiến siêu hạng. Miocic đã thua trận đấu gây sốc bơi cú đấm trực tiếp KO ở ngay hiệp đầu tiên, kết thúc quãng thời kỳ giữ đai hạng nặng dài nhất trong lịch sử UFC. Tuy nhiên, trận đấu có những tranh cãi về việc DC chọc vào mắt Miocic nhiều lần, lần cuối cùng xảy ra vài giây trước khi KO.

#### Cormier vs. Miocic II
Trận tái đấu giữa Miocic và Daniel Cormier diễn ra vào ngày 17 tháng 08 năm 2019, tại UFC 241 cho đai vô địch hạng nặng UFC. Miocic đã thắng TKO ở hiệp thứ tư sau khi hạ gục DC bằng các cú đấm móc trái vào gan, đòi lại danh hiệu. Chiến thắng này đã mang về cho anh giải thưởng Fight of the Night. Sau đó, Miocic tạm dừng chuỗi hoạt động cho đến năm 2020 sau khi bị tổn thương võng mạc do nhiều cú chọc vào mắt trong trận đấu.

#### Miocic vs. Cormier III
Vào ngày 09 tháng 06 năm 2020, đã có thông báo rằng trận đấu lần thứ ba giữa Miocic và DC đã được xác định và diễn ra tại UFC 252 vào ngày 15 tháng 08 năm 2020. Miocic đã thắng trận này bằng quyết định unanimous. Chủ tịch UFC Dana White coi trận đấu đã quyết định hạng nặng mạnh nhất trong lịch sử MMA.

#### Miocic vs. Ngannou II
Vào ngày 28 tháng 03 năm 2021, sau nhiều đợt sắp xếp lượt đấu, dự đoán của các chuyên gia, người hâm mộ, trận tái đấu Miocic v. Ngannou 2 tại UFC 260 được tổ chức tại Nevada, Hoa Kỳ, tái tranh đấu đai vô địch hạng nặng UFC thế giới. Ở trận này, Stipe Miocic tham trận với chiến thuật vật, mục tiêu suy giảm thể lực của Francis Ngannou để kéo dài trận đấu, tiêu diệt đối thủ ở giai đoạn sau. Tuy nhiên, The Predator để bẻ ngang được chiến thuật của anh, đồng thời tung trúng đích các đòn tấn công cường lực cực mạnh bằng cả tay và chân, khiến Miocic bị hạ knock out trong hiệp hai, mất đai Heavyweight UFC.

## Đời sống cá nhân

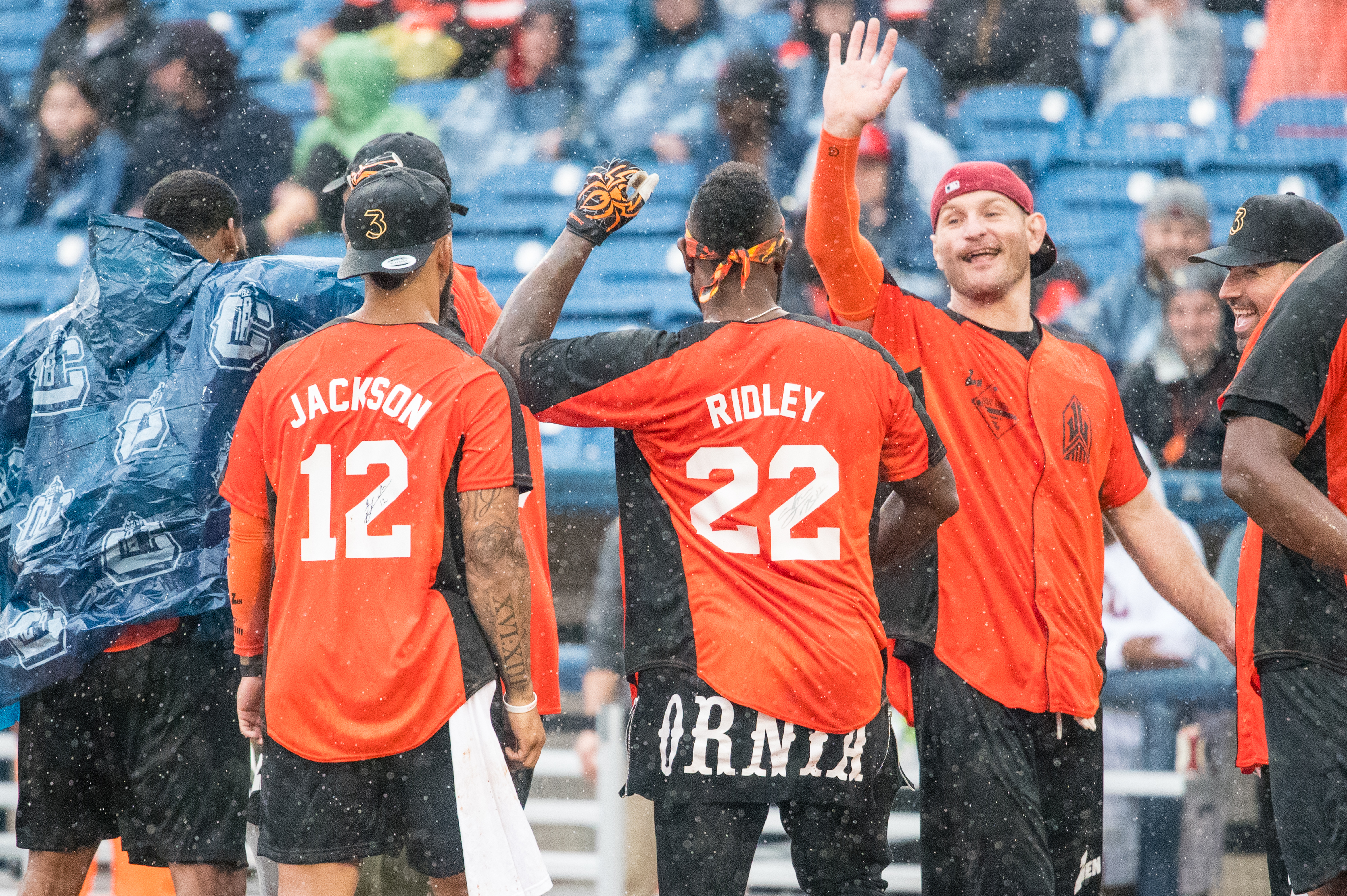
Miocic cùng Blake Jackson, Stevan Ridley tại sân bóng chày năm 2019.

Miocic có một nghề nghiệp chuyên môn khác trong đời thường là lính cứu hỏa và hỗ trợ y tá bán thời gian ở Oakwood và Valley View, Ohio. Anh cho biết rằng sẽ trở thành một lính cứu hỏa toàn thời gian khi từ giã MMA. Khi được Joe Rogan hỏi tại sao anh vẫn làm lính cứu hỏa dù đã là nhà vô địch UFC, Miocic nói rằng anh cần một không gian để quay trở về sau khi sự nghiệp thi đấu võ thuật của mình kết thúc. Anh kết hôn với Ryan Marie Carney vào ngày 18 tháng 06 năm 2016, tại Nhà thờ Công giáo Divine Word ở Kirtland, Ohio. Vào ngày 20 tháng 01 năm 2018, Miocic thông báo rằng vợ chồng đã sinh con, một cô con gái.
Trong thời gian rảnh rỗi, Miocic thường xem các giải đấu bóng chày, giao lưu cùng các vận động viên bộ môn này, như một kỷ niệm thời thiếu niên và cũng là một môn thể thao ưa thích của anh.

## Giải thưởng
- Vô địch hạng nặng UFC (Hai lần, đương kim).
- Fight of the Night (ba lần) vs. Stefan Struve, Junior dos Santos và Alistair Overeem.
- Performance of the Night (năm lần) vs. Fábio Maldonado, Andrei Arlovski, Fabrício Werdum, Junior dos Santos và Daniel Cormier.[88]
- Knockout of the Night (một lần) vs. Philip De Fries.
- Bảo vệ đai vô địch hạng nặng UFC liên tiếp nhiều nhất (3).
- Bảo vệ đai vô địch hạng nặng UFC nhiều nhất (4).
- Nhiều đòn đánh nhất trong một trận (361) vs. Mark Hunt.
- Nhiều trận nhận hạng mục thưởng nhất ở hạng nặng UFC (9).[89]
- UFC Honors 2019 Comeback of the Year vs. Daniel Cormier.
- NAAFS: NAAFS Heavyweight Championship (1).
- MMAJunkie.com: trận đấu của tháng Mưới Hai 2019.
- Sherdog: 2015 Beatdown of the Year vs. Mark Hunt.[90]
- Fight Matrix: Nhà vô địch hạng nặng MMA (1 lần).
- MMADNA.nl: 2016 Fighter of the Year.[91]
- Greater Cleveland Sports Awards: Vận động viên chuyên nghiệp của năm (2019).

## Thống kê

### MMA
| Thống kê thành tích chuyên nghiệp |          |        |
| 24 trận                           | 20 thắng | 4 thua |
| Bằng knockout                     | 15       | 3      |
| Bằng quyết định trọng tài         | 5        | 1      |

| KQ    | Chỉ số | Đối thủ           | Dạng                          | Sự kiện                                                    | Ngày                 | Hiệp | Giờ  | Địa điểm                 | Ghi chú                                                            |
| ----- | ------ | ----------------- | ----------------------------- | ---------------------------------------------------------- | -------------------- | ---- | ---- | ------------------------ | ------------------------------------------------------------------ |
| Thua  | 20–4   | Francis Ngannou   | KO (cú đấm)                   | UFC 260                                                    | 28 tháng 3 năm 2021  | 2    | 0:52 | Las Vegas                | Mất đai UFC Heavyweight Championship.                              |
| Thắng | 20–3   | Daniel Cormier    | Decision (unanimous)          | UFC 252                                                    | 15 tháng 8 năm 2020  | 5    | 5:00 | Las Vegas, Nevada        | Bảo vệ đai UFC Heavyweight Championship.                           |
| Thắng | 19–3   | Daniel Cormier    | TKO (cú đấm)                  | UFC 241                                                    | 17 tháng 8 năm 2019  | 4    | 4:09 | Anaheim, California      | Giành đai UFC Heavyweight Championship. Performance of the Night.  |
| Thua  | 18–3   | Daniel Cormier    | KO (cú đấm)                   | UFC 226                                                    | 7 tháng 7 năm 2018   | 1    | 4:33 | Las Vegas, Nevada        | Mất đai UFC Heavyweight Championship.                              |
| Thắng | 18–2   | Francis Ngannou   | Decision (unanimous)          | UFC 220                                                    | 20 tháng 1 năm 2018  | 5    | 5:00 | Boston, Massachusetts    | Bảo vệ đai UFC Heavyweight Championship.                           |
| Thắng | 17–2   | Junior dos Santos | TKO (cú đấm)                  | UFC 211                                                    | 13 tháng 5 năm 2017  | 1    | 2:22 | Dallas, Texas            | Bảo vệ đai UFC Heavyweight Championship. Performance of the Night. |
| Thắng | 16–2   | Alistair Overeem  | KO (cú đấm)                   | UFC 203                                                    | 10 tháng 9 năm 2016  | 1    | 4:27 | Cleveland, Ohio          | Bảo vệ đai UFC Heavyweight Championship. Fight of the Night.       |
| Thắng | 15–2   | Fabrício Werdum   | KO (punch)                    | UFC 198                                                    | 14 tháng 5 năm 2016  | 1    | 2:47 | Curitiba                 | Giành đai UFC Heavyweight Championship. Performance of the Night.  |
| Thắng | 14–2   | Andrei Arlovski   | TKO (cú đấm)                  | UFC 195                                                    | 2 tháng 1 năm 2016   | 1    | 0:54 | Las Vegas, Nevada        | Performance of the Night.                                          |
| Thắng | 13–2   | Mark Hunt         | TKO (cú đấm)                  | UFC Fight Night: Miocic vs. Hunt                           | 10 tháng 5 năm 2015  | 5    | 2:47 | Adelaide                 |                                                                    |
| Thua  | 12–2   | Junior dos Santos | Decision (unanimous)          | UFC on Fox: dos Santos vs. Miocic                          | 13 tháng 12 năm 2014 | 5    | 5:00 | Phoenix, Arizona         | Fight of the Night.                                                |
| Thắng | 12–1   | Fábio Maldonado   | TKO (cú đấm)                  | The Ultimate Fighter Brazil 3 Finale: Miocic vs. Maldonado | 31 tháng 5 năm 2014  | 1    | 0:35 | São Paulo                | Performance of the Night.                                          |
| Thắng | 11–1   | Gabriel Gonzaga   | Decision (unanimous)          | UFC on Fox: Henderson vs. Thomson                          | 25 tháng 1 năm 2014  | 3    | 5:00 | Chicago, Illinois        |                                                                    |
| Thắng | 10–1   | Roy Nelson        | Decision (unanimous)          | UFC 161                                                    | 15 tháng 6 năm 2013  | 3    | 5:00 | Winnipeg                 |                                                                    |
| Thua  | 9–1    | Stefan Struve     | TKO (cú đấm)                  | UFC on Fuel TV: Struve vs. Miocic                          | 29 tháng 9 năm 2012  | 2    | 3:50 | Nottingham               | Fight of the Night.                                                |
| Thắng | 9–0    | Shane del Rosario | TKO (chỏ)                     | UFC 146                                                    | 26 tháng 5 năm 2012  | 2    | 3:14 | Las Vegas, Nevada        |                                                                    |
| Thắng | 8–0    | Philip De Fries   | KO (cú đấm)                   | UFC on Fuel TV: Sanchez vs. Ellenberger                    | 15 tháng 2 năm 2012  | 1    | 0:43 | Omaha, Nebraska          | Knockout of the Night.                                             |
| Thắng | 7–0    | Joey Beltran      | Decision (unanimous)          | UFC 136                                                    | 8 tháng 10 năm 2011  | 3    | 5:00 | Houston, Texas           |                                                                    |
| Thắng | 6–0    | Bobby Brents      | TKO (submission to leg kicks) | NAAFS: Fight Night in the Flats 7                          | 4 tháng 6 năm 2011   | 2    | 4:27 | Cleveland, Ohio          | Won the NAAFS Heavyweight Championship.                            |
| Thắng | 5–0    | William Penn      | KO (cú đấm)                   | NAAFS: Caged Vengeance 9                                   | 16 tháng 4 năm 2011  | 1    | 2:23 | Cleveland, Ohio          | NAAFS Heavyweight Title Eliminator.                                |
| Thắng | 4–0    | Gregory Maynard   | TKO (cú đấm)                  | NAAFS: Night of Champions 2010                             | 4 tháng 12 năm 2010  | 2    | 1:43 | Cleveland, Ohio          |                                                                    |
| Thắng | 3–0    | Jeremy Holm       | KO (cú đấm)                   | NAAFS: Rock N Rumble 4                                     | 28 tháng 8 năm 2010  | 1    | 1:36 | Cleveland, Ohio          |                                                                    |
| Thắng | 2–0    | Paul Barry        | TKO (cú đấm)                  | Moosin: God of Martial Arts                                | 21 tháng 5 năm 2010  | 2    | 1:32 | Worcester, Massachusetts |                                                                    |
| Thắng | 1–0    | Corey Mullis      | TKO (cú đấm)                  | NAAFS: Caged Fury 9                                        | 20 tháng 2 năm 2010  | 1    | 0:17 | Cleveland, Ohio          |                                                                    |

### PPV lượt xem của khán giá
| Số            | Giái          | Trận                    | Ngày                      | Nhà thi đấu                | Địa điểm                      | PPV mua   |
| ------------- | ------------- | ----------------------- | ------------------------- | -------------------------- | ----------------------------- | --------- |
| 1.            | UFC 198       | Werdum vs. Miocic       | Ngày 14 tháng 05 năm 2016 | Arena da Baixada           | Curitiba, Brazil              | 217.000   |
| 2.            | UFC 203       | Miocic vs. Overeem      | Ngày 10 tháng 09 năm 2016 | Rocket Mortgage FieldHouse | Cleveland, Ohio, Hoa Kỳ       | 300.000   |
| 3.            | UFC 211       | Miocic vs. dos Santos 2 | Ngày 13 tháng 05 năm 2017 | Trung tâm Hàng không Mỹ    | Dallas, Texas, Hoa Kỳ         | 350.000   |
| 4.            | UFC 220       | Miocic vs. Ngannou      | Ngày 20 tháng 01 năm 2018 | TD Garden                  | Boston, Massachusetts, Hoa Kỳ | 380.000   |
| 5.            | UFC 226       | Miocic vs. Cormier      | Ngày 07 tháng 07 năm 2018 | T-Mobile Arena             | Las Vegas, Nevada, Hoa Kỳ     | 450.000   |
| 6.            | UFC 241       | Cormier vs. Miocic 2    | Ngày 17 tháng 08 năm 2019 | Trung tâm Honda            | Anaheim, California, Hoa Kỳ   | 450.000   |
| Tổng doanh số | Tổng doanh số | Tổng doanh số           | Tổng doanh số             | Tổng doanh số              | Tổng doanh số                 | 2.147.000 |